# للا لومباردی
ماریا گراتزیا "لِلاً لومباردی (ایتالیایی: Maria Grazia "Lella" Lombardi؛ زادهٔ ۲۶ مارس ۱۹۴۱ در فروجارولو، پیمونت، درگذشتهٔ ۳ مارس ۱۹۹۲ در میلان) رانندهٔ مسابقات اتومبیل‌رانی فرمول یک اهل ایتالیا بود که از فصل ۱۹۷۴ تا ۱۹۷۶ در مجموع در ۱۷ گراند پری شرکت کرد.
لومباردی در طول دوران فعالیت خود در فرمول یک ۰٫۵ امتیاز را به نام خود به‌ثبت رساند.
لومباردی در ۳ مارس ۱۹۹۲ بر اثر ابتلا به سرطان در میلان درگذشت.